# La gran mentira (película de 1956)
La gran mentira es una película dramática española de 1956, dirigida por Rafael Gil Álvarez y protagonizada por Francisco Rabal, Madeleine Fischer y Jacqueline Pierreux.

## Sinopsis
César Neira (Francisco Rabal) es un actor en declive que ve su oportunidad de volver a triunfar gracias a la inclusión en su película de una maestra paralítica, que se ha hecho muy popular gracias a un concurso radiofónico.

## Reparto
- Francisco Rabal - César Neira
- Madeleine Fischer - Teresa Campos
- Jacqueline Pierreux - Sara Millán
- Manolo Morán  - Representante de César
- Julio F. Alymán  - Maquillador
- Rafaela Aparicio  - Vecina de La Molina
- Rafael Bardem - Tío de Teresa
- Irene Caba Alba - Vecina de La Molina
- Rafael Calvo Revilla  - Doctor
- José Calvo  - Productor que habla con censor
- Juan Calvo - Paulino Sándalo
- Ramón Elías - Manolo Rodríguez
- José Ramón Giner  - Guionista pesado
- Julio Goróstegui  - Dueño del cine
- Ángel Jordán  - Raúl Estrada
- Milagros Leal  - Vecina de La Molina
- Carlos Miguel Solá  - Apuntador
- Francisco Sánchez - Productor catalán en la fiesta
- Ángel Álvarez - Guionista de Sándalo